# Coleoxestia aurigena
Espèce
Coleoxestia aurigena est une espèce de coléoptères de la famille des Cerambycidae.